# Milan Cokić
Milan Cokić (szerbül: Милан Цокић; Belgrád, 1991. augusztus 15. –) szerb labdarúgó, támadó középpályás.

## Pályafutása

### FK Mladenovac
A 2011–2012-es idényben a szerb másodosztályú csapatnál 28 mérkőzésen 9 gólt szerzett.

### Kecskeméti TE
2012 nyarán 3 éves szerződést kötött a lila-fehérekkel.